# 愛宕通致
愛宕 通致（おたぎ みちずみ/みちむね）は、幕末の公家、明治期の官僚。

## 経歴
山城国京都で権中納言・愛宕通祐と善子（中院家侍清水正久の娘）の息子として生まれる。右京権大夫、侍従、右近衛権少将、右近衛権中将を歴任し、元治元年12月（1865年）儲君親王（のちの明治天皇）家司となる。
安政5年（1858年）廷臣八十八卿列参事件に加わり、また、慶応2年8月（1866年）朝廷刷新の二二卿建議（廷臣二十二卿列参事件）に養子の通旭と共に加わった。
明治維新後は、桂宮家祗候、殿掌などを務めた。父の通祐の死去により1876年1月22日、家督を継承し、1884年7月8日、子爵を叙爵。

## 系譜
- 父：庭田重基
- 養父：愛宕通祐
- 養母：善子 - 清水正久の娘
- 妻：祐子（1836-1869、庭田重基の娘）
- 妻：秀子（よしこ、1854-1872、藤波教忠の娘）[2]
  - 男子：愛宕通則（子爵）
  - 男子：愛宕通泰
  - 養子：愛宕通旭（久我建通三男）